# Истина (роман)
Истина (енгл. The Truth), 25. роман серијала о Дисксвету британског аутора Тери Прачета.

## Тема
Вилијам де Ворд је ненамерно постао уредник првих новина на Дисксвету. Сада се мора прилагодити уобичајеним опасностима новинарског живота - људима који желе да га убију, излеченом вампиру који ради као новински фотограф, другим људима који желе да га убију на другачији начин и, најгоре од свега, човеку који га упорно моли да објави слике његових смешно деформисаних кромпира.